# Fellowship (jeugdkerk)
Fellowship is het interkerkelijke jongerenwerk in de Noordoostpolder dat ook wel bekendstaat als Stichting Jeugdkerk Fellowship Noordoostpolder. Op dit moment ondersteunen 5 kerken het werk en zijn er nog eens 4 gemeenten actief bij betrokken

## Visie
De visie van Fellowship is: een ontmoetingsplaats voor jongeren van kerkelijke en niet-kerkelijke achtergronden om samen God te ontmoeten. "We wanna meet God with eachother in Jesus' Name, we are one in Jesus' Name!" 

## Activiteiten
Fellowship werkt dit uit in verschillende activiteiten:
- Fellowship Event: iedere eerste zaterdagavond van de maand een bijeenkomst met veel muziek, dans en drama en een spreker.
- Fellowpray Meetings (FPM): BiddenvoorNOP en andere gebedsactiviteiten als de Nacht van Gebed voor de jongeren van de Noordoostpolder.
- Fellowschool: werkgroep ter bevordering van discipelschap onder jongeren.
- Pjnop: Platform jongerenwerkers Noordoostpolder, de plaats waar Fellowship en de kerken actief met elkaar in overleg gaan.

## Organisatie
Fellowship is georganiseerd in een hiërarchische structuur, maar dit betekent niet dat de een belangrijker is dan de ander. 
De organisatie is opgedeeld in zes taakgebieden met ieder een coördinator. Deze coördinatoren hebben zitting in het dagelijks bestuur: het Kernteam. De voorzitter is de Algemeen Coördinator.
De taakgebieden zelf zijn ook weer opgedeeld in deelgebieden met een subco (subcoördinator) aan het hoofd.
Momenteel werken er meer dan zeventig vrijwilligers (voornamelijk jongeren) mee aan het jeugdwerk. 